# Coopers Stadium
Le Norwood Oval est un stade de football australien et de baseball situé dans le quartier de Norwood près d'Adélaïde en Australie-Méridionale.
Il est administré par le Norwood Football Club, le club de football australien résident. Le stade est utilisé depuis 2011 par les Adelaide Bite en baseball avec le retour de la Ligue australienne de baseball.

## Histoire
Construit à la fin des années 1890, le stade accueille principalement des rencontres de football australien. Le Norwood Oval appartient à la municipalité de Payneham et St Peters qui le loue au Norwood FC, un club évoluant dans la Ligue d'Australie méridionale de football australien (SANFL).
En 1971, lors d'un match entre Norwood et Port Adelaide, 20 280 assistent à la rencontre, ce qui constitue le record d'affluence du stade.
Le baseball y est pratiqué depuis les années 1960, d'abord par l'équipe de l'état (South Australia) qui y gagne à plusieurs reprises la Claxton Shield, puis de 1989 à 1999 par les Adelaide Giants en Ligue australienne de baseball (ABL). 
Le Norwood Oval est renommé Coopers Stadium pendant les années 2000. C'est l'un des plus grands stades de football australien de l'état. 
Avec le retour de l'ABL en 2009, le stade est de nouveau utilisé pour le baseball par les Adelaide Bite.